# Wasaburo Oishi
Wasaburo Oishi (大石 和三郎, Ōishi Wasaburō, nasceu em Tosu, Saga em 15 de março de 1874 - 1950) foi um meteorologista japonês. É conhecido por ter descoberto o fenómeno atmosférico das correntes de ar a grande altitude conhecido por correntes de jato, em 1920. Foi também um importante esperantista foi fundador da observação do tempo no Japão. Nomeado diretor do observatório meteorológico de Tateno e do Instituto Japonês de Esperanto, entre 1930 e 1945.

## Correntes de jato
Wasaburo escreveu o primeiro relatório oficial do Japan's Aerological Observatory (escrito em 1926 e na língua auxiliar de Esperanto). Nesse relatório, os dados foram temporariamente estratificados e usados para produzir os perfis médios dos ventos sazonais. O perfil para o inverno teve a sua primeira evidência conhecida dos fortes ventos do oeste sobre o Japão, que mais tarde seriam denominados por Jatos. Dezanove relatórios foram publicados entre 1926 e 1944, todos eles escritos em Esperanto na tentativa de chegar a um público estrangeiro, porém sem resposta.

## Segunda Guerra Mundial
Os estudos de Wasaburo sobre as correntes de jato habilitaram o Japão para o ataque à América do Norte durante a Segunda Grande Guerra, onde empregaram 9 000 balões incendiários que se deslocavam pela estratosfera e, de seguida, atirados num mecanismo de temporizador sobre as florestas dos Estados Unidos. Muitas poucas bombas nesta campanha de bombardeio, chamada Projeto Fu-Go, atingiram eficazmente os seus alvos. Os calculos de vento do Oishi estavam, no entanto, errados, e ao invés de tomar 65 horas para o bombardeio do Japão para os EUA, demoraram em média 95 horas. Assim, a maioria dos balões de fogo caíram inofensivamente sobre o Oceano Pacífico, e não no continente americano.